# Кшиштоф Питель
Кши́штоф Пи́тель (пол. Krzysztof Pytel, 15 травня 1945, Холм) — польський шахіст, тренер і шаховий журналіст. З 1989 представляв на змаганнях Францію.

## Шахова біографія
Навчився гри в шахи у віці 10 років. У 1964 (в Елку) та 1965 (у Голешеві) виборював звання віце-чемпіона серед юніорів до 20 років. Надалі успішно виступав у дистанційних шахах: 1966 став переможцем чемпіонату, а 1968 — віце-чемпіоном країни.
1968 дебютував на міжнародній арені, а також вийшов у фінал головних шахових змагань Польщі. До 1985 всього тринадцять разів боровся за чемпіонство, двічі здобув титул (у Вроцлаві 1972 та Гдині 1973), одного разу вдовольнився сріблом (Тарнів, чемпіонат 1979 року). Чотири рази грав за польську шахову збірну на олімпіадах (1972, 1974, 1978, 1984), здобувши 21½ пункт у 45 партіях. На командному чемпіонаті Європи 1973 в місті Бат у складі збірної посів IV місце турніру. З 1966 по 1982 десять разів сходив на п'єдестал командного чемпіонату Польщі, в тому числі двічі (1966, 1982) з золотими нагородами.
Серед інших турнірних успіхів:
- 1972 — поділив I місце міжнародного турніру у  Вроцлаві;
- 1973 — III місце в Албені;
- 1975 — в Істрі поділив III місце і II в Гернсі;
- 1976 — перемога в групі Б Дортмундського турніру, III місце в Істрі та II-ге в Кікінді;
- 1977 — в Баньє поділив перемогу, у Вал Торенсі посів II місце;
- 1978 — II місце в Монпельє, тріумф у Фредріктаді, II місце в Гаусдалі та третє у Вал Торенсі;
- 1979 — у Меці поділив II місце, у Граці посів його одноосібно;
- 1982 — в Поляниці-Здруй поділив III місце Меморіалу Рубінштейна
- 1990 — II місце в Оранжі;
- 1994 — поділив І місце в Мароммі;
- 2001 — одноосібна перемога в Ле-Мані;
- 2004 — одноосібна перемога в Фуенані;
- 2005 — III місце турніру Б у Скндерборзі;
- 2006 — Рошфор, поділив III місце
- 2007 — поділив перемогу у Ла-Фер;
- 2008 — поділив III місце у Рошфорі.

Під час згаданого турніру в Кікінді 1976, панові Кшиштофу забракло до виконання норми гросмейстера лише ½ пункту.
Найвищий рейтинг у кар'єрі Кштиштофа Пителя зафіксований 1 липня 1994, вже в часи виступів за Францію: 2500 пунктів і 6 місце у шаховій еліті Франції.
Кшиштоф Питель — також тренер і шаховий журналіст, автор книг про шахи. Найбільш знаною роботою пана Кшиштофа є Акіба Рубінштейн або про мистецтво розіграшу ендшпілю. Наприкінці 1980-х переселився і наразі проживає у Франції. Займається тренерською діяльністю.

## Особисте життя
Дружина Кшиштофа Пителя — Божена, також знана шахістка, як і чоловік, вигравала першість Польщі (1970).

## Вибрані публікації
- Akiba Rubinstein, czyli o sztuce rozgrywania końcówek (1987)
- Aleksander Alechin (ISBN 83-900485-6-6))
- Karpow — Kasparow o koronę szachową: Moskwa-Londyn-Leningrad (1986, ISBN 83-202-0507-7)
- Jak wygrać miniaturkę? (2002, ISBN 83-86407-41-7)